# Єзьора (Великопольське воєводство)
Єзьора (пол. Jeziora, нім. Torfweide) — село в Польщі, у гміні Ютросін Равицького повіту Великопольського воєводства.
Населення — 183 особи (2011).
У 1975-1998 роках село належало до Лешненського воєводства.

## Демографія
Демографічна структура станом на 31 березня 2011 року:
|          | Загалом | Допрацездатний вік | Працездатний вік | Постпрацездатний вік |
| -------- | ------- | ------------------ | ---------------- | -------------------- |
| Чоловіки | 95      | 31                 | 59               | 5                    |
| Жінки    | 88      | 24                 | 48               | 16                   |
| Разом    | 183     | 55                 | 107              | 21                   |